# Alfons Hellemans
Alfons Hellemans (* 7. August 1938 in Bonheiden) ist ein ehemaliger belgischer Radrennfahrer.

## Sportliche Laufbahn
Hellemans war im Straßenradsport aktiv. Als Amateur gewann er in Belgien einige Rundstreckenrennen und Eintagesrennen wie Brüssel–Zepperen 1961. Das in Großbritannien bedeutendste internationale Eintagesrennen Manx Trophy gewann er 1961 vor Gerald Coles. Bei den Straßenradsport-Weltmeisterschaften 1961 wurde er Neunter im Amateurrennen. Die Internationale Friedensfahrt bestritt er 1962 und wurde 16. des Endklassements.
Von 1961 bis 1966 war er Unabhängiger und Radprofi. Er gewann in Belgien einige Kriterien und Rundstreckenrennen für Profis. 1962 gelang ihm ein Etappensieg in der Tour du Nord sowie der Sieg in der Flandern-Rundfahrt für Unabhängige. 1964 gewann er die Ronde van Haspengouw. 1963 wurde er 60. in der Tour de France. In der Vuelta a España 1965 war er ausgeschieden.